# Marta Salicrú Serra
Marta Salicrú Serra (Barcelona, 1980) és una periodista i comunicadora cultural catalana especialitzada en periodisme musical, podcàsting i cultura pop.
Llicenciada en Humanitats i Periodisme per la Universitat Pompeu Fabra (UPF), ha treballat en premsa, ràdio i com a discjòquei. Des de l'any 2019 és la directora de Ràdio Primavera Sound, una ràdio en línia on es recullen diferents sensibilitats musicals i culturals relacionades amb el festival que li dona nom.
Salicrú ha estat redactora de música a Time Out Barcelona, col·laboradora de la revista Rockdelux i del programa iCat FM, a més de exercir com a discjòquei en la parella Bonnie & Clyde, habituals de sales com Razzmatazz o Casette Bar. Marta Salicrú és una amant del pop i fan entusiasta de tot el que surti d'Escòcia.
Ha participat com a ponent a Eurosonic Noorderslag (ESNS), Primavera Pro, Montreal M, MIL (Lisboa International Music Network), BIME Pro, Club de Creativos, Carballo Interplay i al Festival Internacional de Cinema Fantàstic de Catalunya, la Jornada de Radio y Divulgación Musical de la Universitat Complutense de Madrid i Estación Podcast, el Festival Iberoamericano de Creación Sonora, entre d'altres. Ha aparegut a la llista 50 Best in Podcasting de Forbes Espanya el 2022 i 2023. Ha coescrit Putos himnes generacionals (2015), Macros ocultas. Retrofuturos y universos virtuales en la ciencia ficción a propósito de TRON (2022), i el pròleg de Apolo: 75 años sin dejar de ballar (2018). Com a docent, s'ha especialitzat en cultura pop i podcàsting col·laborant a l'Escola Superior de Cinema i Audiovisuals de Catalunya (ESCAC), a ELISAVA, a la Universitat Oberta de Catalunya (UOC) o a la International Music Business School. Ha dirigit un club de lectura de llibres sobre música a la llibreria Finestres de Barcelona, i ha codirigit l'espectacle Amor Odi Radioshow, una producció pròpia de l'Auditori de Barcelona.